# Claudia Wiesemann
Claudia Wiesemann (* 1958 in Herford) ist eine deutsche Ärztin, Medizinethikerin, Medizinhistorikerin und Hochschullehrerin. Sie ist ordentliche Professorin (C4) für Medizinethik und Medizingeschichte an der Universität Göttingen und war bis September 2024 Direktorin des Instituts für Ethik und Geschichte der Medizin der Universitätsmedizin Göttingen.

## Werdegang
Claudia Wiesemann studierte Medizin, Philosophie, Neuere Geschichte und Medizingeschichte an der Universität Münster  und wurde 1990 in Medizingeschichte mit einer Arbeit über den Therapeutischen Nihilismus des 19. Jahrhunderts promoviert. 1995 habilitierte sie sich an der Universität Erlangen-Nürnberg mit einer Arbeit zur Geschichte des Suchtbegriffs für Geschichte und Ethik der Medizin. 1998 folgte sie einem Ruf auf die C4-Professur für Medizinethik und Medizingeschichte an die Universität Göttingen. Praktische Erfahrungen in der Medizin erwarb sie von 1985 bis 1988 als Ärztin in der Kardiologie, Pulmologie und Intensivmedizin des Städtischen Krankenhauses Bad Oeynhausen.

## Forschungsschwerpunkte
Sie forscht zu ethischen Fragen von Fortpflanzungsmedizin und Familie, insbesondere aus der Perspektive des guten Lebens, zur Bedeutung von Autonomie und Vertrauen in der modernen Medizin, zu Kinderrechten in der Medizin, insbesondere zu ethischen Fragen der Intersexualität sowie Transidentität bei Kindern und Jugendlichen, zur Geschichte und Ethik der Organtransplantation sowie zu medizintheoretischen Themen. Claudia Wiesemann ist Sprecherin der DFG-Forschungsgruppe „Medizin und die Zeitstruktur guten Lebens“.

## Mitgliedschaft in Kommissionen
Von 2002 bis 2012 war Wiesemann Präsidentin der Akademie für Ethik in der Medizin (AEM), der deutschen wissenschaftlichen Fachgesellschaft für Medizinethik, von 2010 bis 2016 Mitglied der Zentralen Ethikkommission bei der Bundesärztekammer (ZEKO) und 2002 bis 2011 Mitglied der Zentralen Ethik-Kommission für Stammzellenforschung. Im April 2012 wurde sie auf Vorschlag der SPD-Fraktion für eine erste Amtszeit, im April 2016 für eine zweite Amtszeit in den Deutschen Ethikrat berufen und zur stellvertretenden Vorsitzenden gewählt. Nach achtjähriger Amtszeit schied sie im April 2020 aus dem Ethikrat aus. Seit 2017 ist sie Mitglied im Beirat der National Coalition Deutschland zur Umsetzung der Kinderrechte in Deutschland.

## Preise und Auszeichnungen
Claudia Wiesemann war Stipendiatin der Studienstiftung des Deutschen Volkes. Im Jahr 2021 wurde sie in der Sektion Wissenschaftsphilosophie als Mitglied in die Nationale Akademie der Wissenschaften Leopoldina aufgenommen. 2022 erhielt sie den Wissenschaftspreis Niedersachsen.

## Privates
Claudia Wiesemanns Bruder ist der amtierende Bischof von Speyer, Karl-Heinz Wiesemann.

## Werke
- Assistierte Reproduktion mit Hilfe Dritter. Medizin – Ethik – Psychologie – Recht. (zus. m. K. Beier, C. Brügge, P. Thorn), Springer, Heidelberg, 2020, ISBN 978-3-662-60298-0.
- Moral Equality, Bioethics, and the Child. (International Library of Ethics, Law, and the New Medicine), Springer, 2016, ISBN 978-3-319-32402-9.
- Autonomie und Vertrauen. Schlüsselbegriffe der modernen Medizin. (zus. m. H. Steinfath u. a.), Springer VS, Wiesbaden 2016, ISBN 3-658-11073-2.
- Patientenautonomie. Theoretische Grundlagen – praktische Anwendungen. (zus. m. A. Simon), mentis, Münster 2013, ISBN 3-89785-804-5.
- Human Tissue Research. A European Perspective on the Ethical and Legal Challenges. (zus. m. C. Lenk, N. Hoppe, K. Beier), Oxford University Press, Oxford 2011, ISBN 978-0-19-958755-1.
- Teaching Ethics in Organ Transplantation and Tissue Donation. (zus. m. S. Schicktanz, S. Wöhlke, and Amnon Carmi, UNESCO Chair in Bioethics), Universitätsverlag, Göttingen 2010, ISBN 978-3-941875-40-1.
- Von der Verantwortung, ein Kind zu bekommen. Eine Ethik der Elternschaft. C. H. Beck, München 2006, ISBN 978-3-406-54272-5.
- Medizinethik. Thieme, Stuttgart 2005 (zus. mit N. Biller-Andorno). ISBN 3-13-138241-4
- Hirntod. Zur Kulturgeschichte der Todesfeststellung. (zus. mit Thomas Schlich), Suhrkamp 2001, ISBN 978-3-518-29125-2.
- Die heimliche Krankheit. Zur Geschichte des Suchtbegriffs. frommann-holzboog, Stuttgart-Bad Cannstatt 2000. ISBN 3-7728-2000-X
- Josef Dietl und der therapeutische Nihilismus. Zum historischen und politischen Hintergrund einer medizinischen These. Peter Lang, Frankfurt/M. 1991. ISBN 3-631-42684-4